# Irmingard Schewe-Gerigk

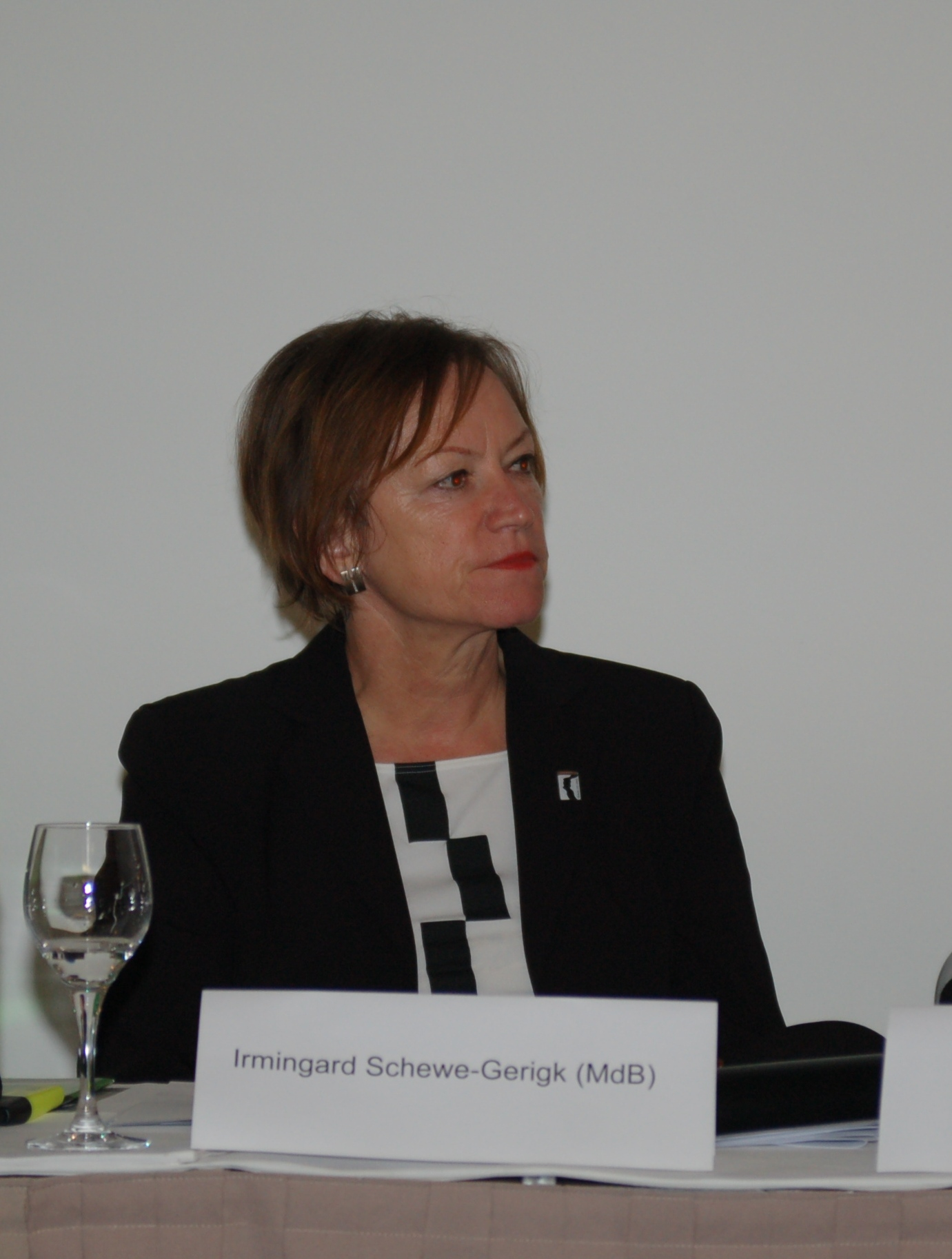
Schewe-Gerigk 2009

Irmingard Schewe-Gerigk (* 15. Mai 1948 in Rendsburg) ist eine deutsche Politikerin (Bündnis 90/Die Grünen, vorher FDP, LD). Von 1994 bis 2009 gehörte sie dem Bundestag an und war dort ab 2002 Parlamentarische Geschäftsführerin ihrer Fraktion.

## Leben und Beruf
Nach der Mittleren Reife begann Irmingard Schewe-Gerigk 1965 eine kaufmännische Ausbildung im Stahlhandel und war anschließend ab 1969 in einem mittelständischen Großhandelsunternehmen tätig. 1980 wechselte sie zum Journalismus und arbeitete zunächst als Redaktionsassistentin. Von 1983 bis 1993 war sie Hochschulredakteurin bei der Fernuniversität Hagen und hier von 1989 bis 1992 freigestellte Frauenbeauftragte der Universität. 1993 wechselte sie als Angestellte in das Referat „Frauenförderung im Öffentlichen Dienst“ des Ministeriums für die Gleichstellung von Frau und Mann des Landes Nordrhein-Westfalen.

## Politik
Ab 1976 war Schewe-Gerigk Mitglied der Jungdemokraten und der FDP, die sie 1982 nach dem Ende der sozialliberalen Koalition verließ. Sie schloss sich den Liberalen Demokraten an, bevor sie 1986 Mitglied der Grünen wurde. Von 1992 bis 1999 leitete sie die Landesarbeitsgemeinschaft Frauenpolitik der Grünen in Nordrhein-Westfalen. Seit 2002 ist sie Sprecherin des Kreisvorstandes von Bündnis 90/Die Grünen im Ennepe-Ruhr-Kreis.

## Abgeordnete
Von 1984 bis 1994 gehörte Schewe-Gerigk dem Kreistag des Ennepe-Ruhr-Kreises an und war hier von 1989 bis 1994 Sprecherin der Fraktion der Grünen.
Seit 2009 ist sie Mitglied im Rat der Stadt in Herdecke.
Von 1994 bis 2009 war sie Mitglied des Deutschen Bundestages. Hier war sie seit 1998 Sprecherin der Bundestagsfraktion Bündnis 90/Die Grünen für Frauenpolitik. Von 1998 bis 2002 war sie daneben familienpolitische und von 2002 bis 2005 altenpolitische Fraktionssprecherin. Seit 2002 war sie Parlamentarische Geschäftsführerin und seit 2005 zusätzlich Sprecherin für Rentenpolitik der Bundestagsfraktion der Grünen. Schewe-Gerigk ist stets über die Landesliste Nordrhein-Westfalen in den Bundestag eingezogen.

## Ehrenamt
Schewe-Gerigk war von 2009 bis 2014 Vorstandsvorsitzende des Vereins Terre des Femmes.

## Auszeichnungen
- Verdienstorden der Bundesrepublik Deutschland im Juni 2012[2]

## Privates
Schewe-Gerigk ist verheiratet und hat zwei Kinder.